# Leucocroton revolutus
Leucocroton revolutus är en törelväxtart som beskrevs av Charles Wright. Leucocroton revolutus ingår i släktet Leucocroton och familjen törelväxter. Inga underarter finns listade i Catalogue of Life.